# Friedrich Anton Ulrich Carl Leopold von Kleist
Friedrich Anton Ulrich Carl Leopold von Kleist (* 4. Februar 1765 in Cottbus; † 26. Oktober 1833 in Deutsch-Kessel) war ein preußischer Generalmajor.

## Leben

### Familie
Friedrich Anton Ulrich Carl Leopold von Kleist entstammte der alten pommerschen Adelsfamilie von Kleist. Er war der älteste Sohn von Hauptmann Friedrich Carl Leopold von Kleist (1731–1799).

### Werdegang
Friedrich Anton Ulrich Carl Leopold von Kleist begann seine Laufbahn 16-jährig im Dragoner-Regiment Nr. 11. Seine Beförderung zum Leutnant erfolgte am 6. Juli 1787 und in weiteren Stufen dann am 10. September 1804 zum Major. In diesem Rang war er auch Kommandeur des 8. Schlesischen Landwehr-Kavallerie-Regiments. In dieser Funktion war er auch im Jahr 1813 preußischer Stadtkommandant von Weimar. Sein Stellvertreter war Ferdinand Heinke. Am 27. Dezember 1813 verabschiedete sich v. Kleist bei der Stadt Weimar mit herzlichen Zeilen u. a. auch für die „freundliche Aufnahme“.
Für die Teilnahme an der Schlacht bei Kaiserslautern wurde er mit dem Orden Pour le Mérite geehrt. Am 3. Juni 1815 erfolgte seine Beförderung zum Oberstleutnant und 31. März 1818 zum Oberst. Weitere Auszeichnungen sind das Eiserne Kreuz II. Klasse, das er für die Schlachten bei Kulm und Leipzig erhielt und der russische Wladimir-Orden 3. Klasse. Am 3. April 1820 ist er mit Wartegeld aus dem aktiven militärischen Dienst ausgeschieden und am 16. April 1827 wurde er als Generalmajor pensioniert.